# Louis Raymond de Montaignac de Chauvance

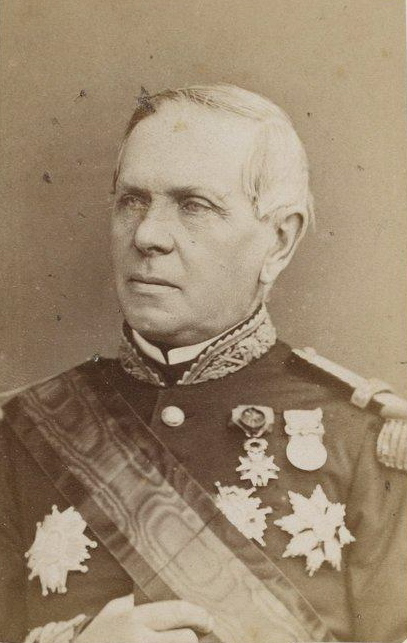
Louis Raymond de Montaignac de Chauvance

Louis Raymond, Marquis de Montaignac de Chauvance (* 11. März 1811 in Paris; † 9. Juni 1891 ebenda) war ein französischer Marineoffizier und Politiker der Dritten Republik.

## Leben
Er diente als Élève-officier 2e classe (Seekadett) von 1828 bis 1829 in der Levante auf der Bayadère und danach als Élève-officier 1e classe bis 1832 an der afrikanischen Küste und auf den Antillen auf der Diane und der Marne. 1833 wurde er auf der Émeraude zum Enseigne de vaisseau (Fähnrich zur See) ernannt. Als Officier en second (Erster Offizier) auf der Castor lag er 1834 vor der afrikanischen Küste, um von 1834 bis 1837 auf der Artemisia de Laplace die Welt zu umsegeln.
Als Lieutenant de vaisseau (Korvettenkapitän, ab Dezember 1840) führte er Studien über den Propellerantrieb von Schiffen durch und analysierte neue Typen von kriegsbewaffneten Booten, die unter seiner Aufsicht in Lorient und Le Havre gebaut wurden (1841–1842). Er unternahm eine Mission zur Untersuchung von Schiffsmaschinen in England und Holland und erhielt dann das Kommando über das Dampf-Aviso Corse, den er entwickelte (1842–1844). 1845 wurde er in die Sonderkommission für Dampfschiffe berufen und befehligte dann 1846 die Moustique und die Station Granville.
Als Kommandant der Rôdeur (1847) und im Juli 1848 zum Capitaine de frégate (Fregattenkapitän) befördert, nahm er erneut an einer Studienreise nach England teil und war anschließend Kommandant der Pelican (1850) und der Nordseestation. Im November 1853 wurde er Mitglied des Conseil des travaux (Rat für Arbeit).
Als Stabschef des Ostseegeschwaders (1854) diente er auf der Krim und war am 17. Oktober 1854 beim Angriff auf Sewastopol beteiligt. Als Kommandant der schwimmenden Batterie Dévastation zeichnete er sich erneut in der Schlacht von Kinbourn aus. Als Capitaine de vaisseau (Kapitän zur See, Dezember 1855) und Mitglied der Kommission für transatlantische Passagierschiffe befehligte er 1859–1860 die Station Neufundland auf der Gassendi und 1860–1861 auf der Pomone.
1862 wurde er in den Admiralitätsrat aufgenommen und befehligte 1864 die Bisson und die Nordküstendivision. Er wurde zum Contre-amiral (Konteradmiral, September 1865) befördert, war Major général (Generalmajor) in Cherbourg und Mitglied des Fortbildungsrats der École polytechnique (1869). 1870 nahm er an der Verteidigung von Paris teil, indem er die Sektoren Auteuil und Vaugirard befehligte.
Im Februar 1871 wurde er von den Départements Seine-Inférieure und Allier zum Abgeordneten der Nationalversammlung gewählt und entschied sich für das letztgenannte Département. Daraufhin wurde er zum Vorsitzenden der Marinekommission und zum stellvertretenden Vorsitzenden der Kommission für die Reorganisation der Armee ernannt. Als Inspektor der Flotte und der Häfen des Ärmelkanals (Juli 1872) ging er im März 1873 aus der Marine in den Ruhestand.
1874 wurde er zum Minister für Marine und Kolonien im Kabinett Courtot de Cissey ernannt, einen Posten, den er auch in den folgenden Kabinetten bis März 1876 behielt. Während seiner Amtszeit förderte er die Organisation der ersten Entdeckungsreise nach Afrika unter der Leitung von Pierre Savorgnan de Brazza, dessen Familie er seit einer Reise nach Rom im Jahr 1865 kannte. Von 1881 bis 1890 war Vorsitzender der Obersten Kommission der nationalen Invalidenanstalt und der Zentralgesellschaft zur Rettung von Schiffbrüchigen.
Als Sénateur inamovible (Dezember 1875) verdanken wir ihm auch Studien über Verbesserungen, die auf Seekarten angewandt wurden, über den Kohleverkehr in England und über die Küstenverteidigung in Frankreich und England.
Er wurde im Familienbereich auf dem Friedhof von Gueutteville beigesetzt.

## Familie
Aus seiner Ehe am 22. Mai 1844 in Paris mit Sabine Gaillard d’Auberville (1826–1913) hatte er sechs Kinder. Zwei seiner Söhne heirateten ohne Nachkommen; zwei seiner Töchter hatten zahlreiche Nachkommen (Le Saulnier de Saint Jouan, Feugères des Forts, de Noblet la Clayette, de Laubier, de Rorthays und de L’Estoile).

## Ehrungen
- Großoffizier der Ehrenlegion (1871)[2]
- Ordre des Palmes Académiques (Officier de l’Instruction publique)
- Britische Krim-Medaille
- Orden de Isabel la Católica
- Gregoriusorden